# 568 v.Chr.
Het jaar 568 v.Chr. is een jaartal volgens de christelijke jaartelling.

## Gebeurtenissen

### Babylonië
- Nebukadnezar II van Babylon probeert van de binnenlandse problemen van Egypte gebruik te maken, maar zijn invasie wordt door Amasis verhinderd.
- Het astronomische tablet VAT 4956 legt dit jaar door een unieke combinatie van astronomische observaties vast als het 37ste jaar van Nebukadnezar.

## Overleden
- Aspelta, koning van Koesj